# Эскаллония
Эскалло́ния (лат. Escallonia) — род деревянистых растений семейства Эскаллониевые (Escalloniaceae),
распространённый в Центральной и Южной Америке.
Род назван в честь испанского исследователя José Antonio Escallón y Flórez (1739—1819).

## Ботаническое описание
Вечнозелёные деревья или кустарники. Листья очерёдные, по краю зубчатые или пильчатые.
Цветки ароматные, собраны в верхушечные, метельчатые или кистевидные соцветия, редко одиночные и пазушные. Чашечка 5-лопастная, трубка срастается с завязью. Лепестков 5, белые, розовые или красные. Тычинок 5. Завязь нижняя. Плоды — 2-3—гнёздные, септицидные коробочки.
Хромосомное число n = 12.

## Виды
Род включает 47 видов:
- Escallonia alpina Poepp. ex DC.
- Escallonia angustifolia C.Presl
- Escallonia bifida Link & Otto
- Escallonia ×bracteata Phil.
- Escallonia callcottiae Hook. & Arn.
- Escallonia chlorophylla Cham. & Schltdl.
- Escallonia cordobensis (Kuntze) Hosseus
- Escallonia ×demissa Eastw.
- Escallonia discolor Vent.
- Escallonia farinacea A.St.-Hil.
- Escallonia florida Poepp. ex DC.
- Escallonia gayana Acevedo & Kausel
- Escallonia herrerae Mattf.
- Escallonia hispida (Vell.) Sleumer
- Escallonia hypoglauca Herzog
- Escallonia illinita C.Presl
- Escallonia laevis (Vell.) Sleumer
- Escallonia ledifolia Sleumer
- Escallonia ×lepidota Killip
- Escallonia leucantha Remy
- Escallonia megapotamica Spreng.
- Escallonia micrantha Mattf.
- Escallonia millegrana Griseb.
- Escallonia ×mollis Phil.
- Escallonia myrtilloides L.f. typus
- Escallonia myrtoides Bertero ex DC.
- Escallonia obtusissima A.St.-Hil.
- Escallonia paniculata (Ruiz & Pav.) Schult.
- Escallonia pendula (Ruiz & Pav.) Pers.
- Escallonia petrophila Rambo & Sleumer
- Escallonia piurensis Mattf.
- Escallonia polifolia Hook.
- Escallonia ×promaucana Phil.
- Escallonia pulverulenta (Ruiz & Pav.) Pers. — Эскаллония опылённая
- Escallonia ×rebecae Kausel
- Escallonia resinosa (Ruiz & Pav.) Pers.
- Escallonia reticulata Sleumer
- Escallonia revoluta (Ruiz & Pav.) Pers.
- Escallonia ×rigida Phil.
- Escallonia rosea Griseb. — Эскаллония розовая
- Escallonia rubra (Ruiz & Pav.) Pers. — Эскаллония красная
- Escallonia salicifolia Mattf.
- Escallonia schreiteri Sleumer
- Escallonia serrata Sm.
- Escallonia ×stricta Remy
- Escallonia tucumanensis Hosseus
- Escallonia virgata (Ruiz & Pav.) Pers.